# Psyche (planetka)

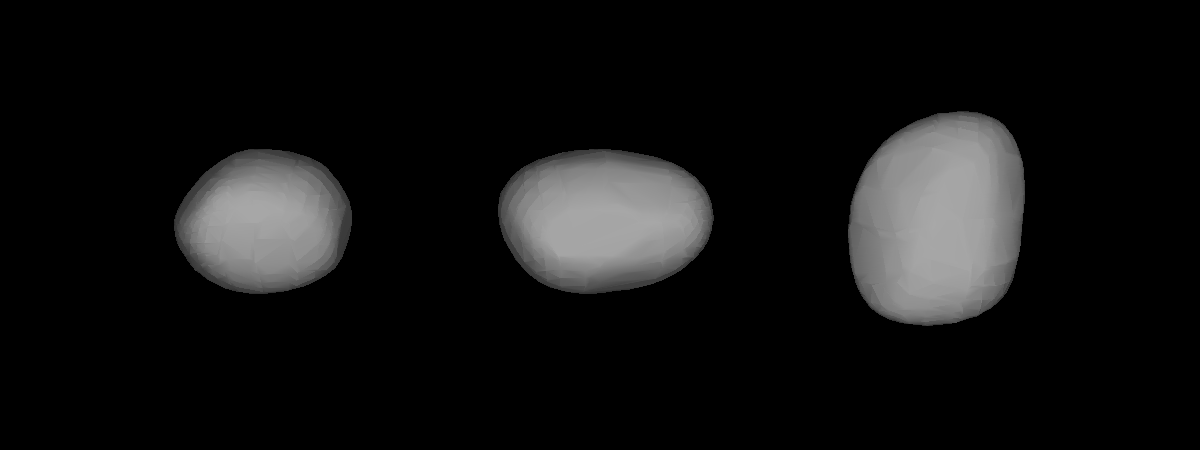
Model planetky Psyche vytvořený Josefem Ďurechem a Vojtěchem Sidorinem z Astronomického ústavu Univerzity Karlovy

(16) Psyche je velká planetka hlavního pásu, jejíž průměr činí kolem 200 km. Je to největší planetka typu M, tedy kovová planetka. Objevil ji 17. března 1852 Annibale de Gasparis v italské Neapoli. Planetka je pojmenována po řecké nymfě Psyché.
Planetka Psyche je zvláštní tím, že je jako jedna z mála tvořena prakticky jen niklem a železem. Poskytuje ojedinělý pohled na kolize, které vedly mimo jiné k vytvoření Země a ostatních terestrických planet. Předpokládá se, že podobné planetky jsou zbytky jader vznikajících planet přibližně velikosti Marsu, které však byly zničeny v důsledku několika velkých srážek s jinými tělesy v rané fázi vzniku sluneční soustavy.

## Průzkum sondou
Planetka by měla být cílem mise sondy Psyche, kterou v rámci programu Discovery vyvíjí americká NASA. Původně měla vystartovat v roce 2023 a k planetce, podle níž byla pojmenována, dolétnout v roce 2030. V květnu 2017 však bylo rozhodnuto, že se start uskuteční o rok dříve, což umožní sondě letět po kratší a rychlejší dráze (místo dvou gravitačních manévrů bude stačit jeden u Marsu). Zároveň se tím sníží i cena celé mise, např. proto, že sonda nebude potřebovat tak velkou ochranu proti slunečnímu záření, neboť nová dráha vede ve větší vzdálenosti od Slunce.
Plán dřívějšího startu však nevyšel a mise odstartovala 13. října 2023.